# 基納什夫
48°40′12″N 28°54′40″E / 48.67000°N 28.91111°E
基納什夫（烏克蘭語：Кинашів），是烏克蘭的村落，位於該國西南部文尼察州，由圖利欽區負責管轄，始建於1920年，面積3.08平方公里，海拔高度205米，2001年人口3,114，人口密度每平方公里1,009.73人。